# シマハゼ
シマハゼは、チチブ属に属す2種のハゼの総称。トラハゼとも呼ばれ、黒色の縞模様が名前の由来。

## 分布
日本国内では、北海道、本州、四国、九州、隠岐、壱岐、対馬に分布する。国外では中国遼寧省から海南島の沿岸、朝鮮半島西・南沿岸、台湾、香港、ロシアの沿海州に分布し、アメリカカリフォルニア州、オーストラリアのニューサウスウェールズ州とビクトリア州、地中海に移入。

## 形態
全長は5-10cm。脊椎骨数は26頭部から尾部にかけて2本の黒色縦帯がある。縦列鱗数が50以上。全長15mm前後で体側の縦帯が出始め、着底する20mm前後で2本の黒色縦帯が明瞭になり、婚姻色が出るまで顕著。婚姻色を示すオスは、頭、体、各鰭が黒くなる。また、オスは頭周りに白点が散在する。体は太短くやや側扁した円筒形。両顎の外側歯が3尖頭である。頭部の感覚管はよく発達し頬の孔器配列は縦列パターン
。

## 生態
主に内湾や河川汽水域に生息する。タイドプール、岩礁、泥底の石やカキ殻の下や間に単独で見られる。繁殖期は春から夏で、石の下やカキ殻の中に産卵し、オスは産卵後も巣にとどまり、ふ化するまで、卵を保護する。小型の水生生物や、藻類を食す。

## 下位分類
感覚菅開孔、両眼間隔幅、臀鰭の模様、胸鰭の最上軟条の遊離、頭腹面に細かい白色点があるかどうかで、下の2種に区別される。
- アカオビシマハゼT. trigonocephallls
- シモフリシマハゼT. bifasciatus

## 研究史
1900年に東京湾で発見されたハゼに対し、JordanとSnydeが新種として発表したときに、シマハゼという和名が提唱された。この発表時に提示された標本はアカオビシマハゼであった。しかし、彼らはこの新種を翌年に、ロシアの沿海州で1881年に発見されていたTridentiger bifasciatusと同一種とした。このロシアのTridentiger bifasciatusのタイプ標本はシモフリシマハゼのものであった。1988年、シマハゼには2種が含まれることが判明し、シモフリシマハゼとアカオビシマハゼという標準和名が提唱された。
1936年、T. bucco、T. marlllorallls、T. genimaclllatllsが、アカオビシマハゼの学名であるT. trigonocephalllsの異名とされた。そのうち、T. buccoはシモフリシマハゼのことであり、他2つは別種に対しつけられた学名であったと後に判明した。